# ムハンマド・アル＝ホージャリー
ムハンマド・アル＝ホージャリー（Mohammed Babkr Al-Khojali、1973年1月15日 - ）は、サウジアラビアの元サッカー選手。元サウジアラビア代表。ポジションはゴールキーパー。

## 来歴
2000年9月に親善試合でサウジアラビア代表デビュー。出場機会は無かったが、AFCアジアカップ2000、2002 FIFAワールドカップのメンバーにも選ばれた。2004年までに21試合に出場した。

## 代表歴

### 出場大会
- サウジアラビア代表
  - 2002 FIFAワールドカップ

### 試合数
- 国際Aマッチ 21試合 0得点（2000年-2004年）[1]

| サウジアラビア代表 | 国際Aマッチ | 国際Aマッチ |
| 年                 | 出場        | 得点        |
| ------------------ | ----------- | ----------- |
| 2000               | 1           | 0           |
| 2001               | 12          | 0           |
| 2002               | 5           | 0           |
| 2003               | 0           | 0           |
| 2004               | 3           | 0           |
| 通算               | 21          | 0           |